# Daubray

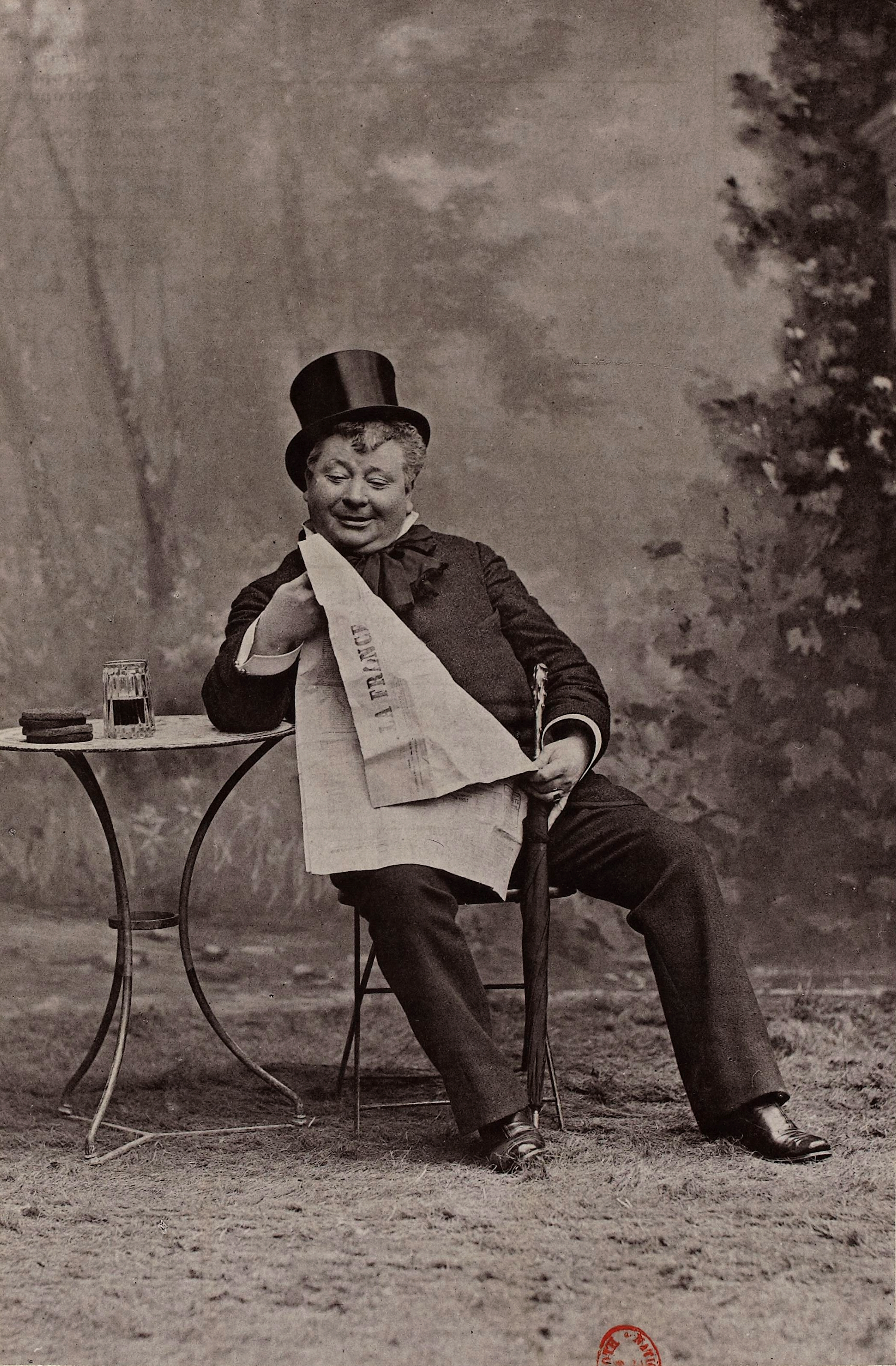
Daubray, cliché de Benque et Cie, reproduit dans Paris-Artiste, no 17, 1884.

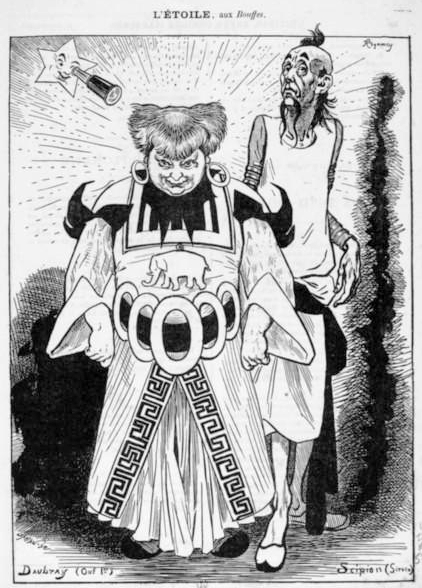
« L'Étoile aux Bouffes » en 1877 avec Daubray dans le rôle d'Ouf 1er et Étienne Scipion dans le rôle de Siroco.
Dessin de presse de Félix Régamey.

Daubray, né René Michel Thibault le 7 mai 1837 à Nantes et mort le 10 septembre 1892 à Paris 3e, est un acteur et chanteur d'opérette.

## Biographie
Né dans une famille de commerçants sans avoir la fibre commerciale, Daubray quitte Nantes à 14 ans pour Paris, où il suit des cours de diction.
En 1856, il échoue à son admission au Conservatoire de Paris. Il entame alors une carrière au théâtre en tant que jeune premier dans les petites salles. Cependant, son goût pour le déguisement et le changement d'apparence, notamment en celle d'un petit dodu comique, vont définir le style de sa carrière de comédien. En 1862, il devient un membre de la compagnie du théâtre des Champs-Élysées, avant de rejoindre une troupe de spectacle à Montmartre, puis le théâtre de l'Athénée.
Il est repéré par Jacques Offenbach qui l'engage pour créer le rôle de Rabastens dans l'opérette Pomme d'Api en 1873, suivi par La Cocardière de La Jolie Parfumeuse (qui comprenait un de ses slogans « C'est immense ! ») Il enchaîne de nombreux rôles au théâtre de la Renaissance et aux Bouffes-Parisiens, comme dans La Créole.
En juillet 1876, il participe avec d'autres artistes français à une tournée à Moscou et à Saint-Pétersbourg. En 1877, pendant la fermeture estivale des Bouffes-Parisiens, il a dirigé une partie de la troupe à Londres.
Il enchaîne les rôles dans plusieurs opérettes, le rôle de l'archiduc dans Madame l'Archiduc en octobre 1874, le rôle du Commandeur dans La Créole en novembre 1875, le rôle de  Coucoumella dans La Sorrente (le 24 mars 1876). Il créa le rôle du roi Ouf d’Emmanuel Chabrier dans L'Étoile en 1877. Il continue avec le rôle du Bailli de Babiole (16 janvier 1878), le rôle-titre de Maître Péronilla (13 mars 1878), Galuchat dans Le Pont d'Avignon (3 septembre 1878) et Boum dans La Grande-duchesse de Gérolstein (5 octobre 1878).
Il quitte les Bouffes-Parisiens pour le théâtre du Palais-Royal, en jouant dans Le Bas de laine (10 avril 1879), Locataires de M. Blondeau (12 juin 1879), Le Mari de la débutante (7 novembre 1879), La Corbeille de noces (7 février 1880), Le Siège de Grenade (2 avril 1880) et Divorçons ! (6 décembre 1880).
Mort à 55 ans d'une crise cardiaque, il est inhumé au cimetière parisien de Saint-Ouen.

## Opérette et opéra-comique
- 1873 : Pomme d'Api de Ludovic Halévy et William Busnach, musique de Jacques Offenbach, théâtre de la Renaissance
- 1874 : Madame l'Archiduc d'Albert Millaud, musique et mise en scène de Jacques Offenbach, Bouffes-Parisiens
- 1875 : La Princesse de Trébizonde de Charles Nuitter et Étienne Tréfeu, musique de Jacques Offenbach, Bouffes-Parisiens
- 1875 : Les Hannetons d'Eugène Grangé et Albert Millaud, musique de Jacques Offenbach, Bouffes-Parisiens
- 1875 : La Chatte blanche d'Hippolyte Cogniard et Théodore Cogniard, musique d'Émile Jonas, scénographie d’Henri Robecchi, Théâtre de la Gaîté
- 1875 : La Jolie Parfumeuse d'Hector Crémieux et Ernest Blum, musique de Jacques Offenbach, Bouffes-Parisiens
- 1875 : La Créole d'Albert Millaud, musique de Jacques Offenbach, Bouffes-Parisiens
- 1877 : L'Étoile d'Eugène Leterrier et Albert Vanloo, musique d'Emmanuel Chabrier, Bouffes-Parisiens
- 1878 : Le Pont d’Avignon d'Armand Liorat, musique de Charles Grisart, Bouffes-Parisiens

## Théâtre
- 1879 : Les Locataires de Monsieur Blondeau de Henri Chivot, Théâtre du Palais-Royal
- 1880 : Divorçons de Victorien Sardou et Émile de Najac, Théâtre du Palais-Royal
- 1882 : Le Truc d’Arthur d’Alfred Duru et Henri Chivot, Théâtre du Palais-Royal
- 1883 : Le Fond du sac de Pierre Decourcelle, Théâtre du Palais-Royal
- 1883 : Ma camarade de Henri Meilhac et Philippe Gille, Théâtre du Palais-Royal
- 1886 : Bigame de Paul Bilhaud et Albert Barré, Théâtre du Palais-Royal
- 1886 : Gotte de Henri Meilhac, Théâtre du Palais-Royal
- 1888 : Les Joyeusetés de l’année d’Albert de Saint-Albin, Théâtre du Palais-Royal
- 1888 : Le Parfum d’Ernest Blum et Raoul Toché, Théâtre du Palais-Royal
- 1889 : Mes aïeux de Charles Clairville et Ernest Depré, Théâtre du Palais-Royal
- 1890 : Les Femmes des amis d’Ernest Blum et Raoul Toché, Théâtre du Palais-Royal
- 1891 : Monsieur l’Abbé de Henri Meilhac et Albert de Saint-Albin, Théâtre du Palais-Royal
- 1892 : Les Maris d’une divorcée de Hippolyte Raymond et Jules de Gastyne, Théâtre du Palais-Royal

## Sources
- Nécrologie dans la revue Encyclopédique Larousse 1892 (page 1674 et 1675)